# Ciclismo en los Juegos Olímpicos de Londres 2012 – Ómnium femenino
El evento de Ómnium femenino de ciclismo en los Juegos Olímpicos de Londres 2012 tuvo lugar entre el 6 al 7 de agosto en la ciudad de Londres. El evento se llevó a cabo en el Velódromo de Londres.

## Horario
Todos los horarios están en Tiempo Británico (UTC+1)
| Fecha                      | Tiempo            | Ronda                                                                             |
| -------------------------- | ----------------- | --------------------------------------------------------------------------------- |
| Lunes 6 de agosto de 2012  | 16:10 17:05 18:20 | Vuelta rápida 20 km carrera por puntos Eliminación de carrera                     |
| Martes 7 de agosto de 2012 | 10:15 16:10 16:50 | 3 km persecución individual 10 km carrera de scratch 500 m kilómetro contrarreloj |

## Clasificación
| Evento            | Ranking por nación | Clasificados | Ciclistas por CON |
| ----------------- | ------------------ | --- | ----------------- |
| Ranking 2010–2012 | 1º al 18º          | Australia (AUS) · Bielorrusia (BLR) · Bélgica (BEL) · Canadá (CAN) · República Popular China (CHN) · Colombia (COL) · Cuba (CUB) · Francia (FRA) · Reino Unido (GBR) · Corea del Sur (KOR) · Países Bajos (NED) · Nueva Zelanda (NZL) · Polonia (POL) · Rusia (RUS) · España (ESP) · China Taipéi (TPE) · Estados Unidos (USA) · Venezuela (VEN) · | 1                 |
| Total             |                    | | 18                |

## Resultados
| Rank              | Ciclista                 | VR | CP | CE | PI | CS | KC | Total |
| ----------------- | ------------------------ | -- | -- | -- | -- | -- | -- | ----- |
| Medalla de oro    | Laura Trott (GBR)        | 1  | 10 | 1  | 2  | 3  | 1  | 18    |
| Medalla de plata  | Sarah Hammer (USA)       | 5  | 5  | 2  | 1  | 2  | 4  | 19    |
| Medalla de bronce | Annette Edmondson (AUS)  | 3  | 11 | 3  | 4  | 1  | 2  | 24    |
| 4                 | Tara Whitten (CAN)       | 7  | 3  | 8  | 3  | 6  | 10 | 37    |
| 5                 | Jolien D'Hoore (BEL)     | 10 | 4  | 6  | 8  | 5  | 12 | 45    |
| 6                 | Kirsten Wild (NED)       | 4  | 16 | 5  | 6  | 4  | 15 | 50    |
| 7                 | Jo Kiesanowski (NZL)     | 16 | 7  | 7  | 11 | 7  | 7  | 55    |
| 8                 | Marlies Mejias (CUB)     | 8  | 12 | 9  | 9  | 14 | 5  | 57    |
| 9                 | Tatsiana Sharakova (BLR) | 12 | 2  | 15 | 5  | 12 | 13 | 59    |
| 10                | Evgenia Romanyuta (RUS)  | 15 | 6  | 4  | 10 | 10 | 16 | 61    |
| 11                | Małgorzata Wojtyra (POL) | 13 | 1  | 10 | 12 | 13 | 14 | 63    |
| 12                | Huang Li (CHN)           | 9  | 15 | 16 | 13 | 8  | 6  | 67    |
| 13                | Leire Olaberria (ESP)    | 6  | 13 | 12 | 14 | 16 | 8  | 69    |
| 14                | Clara Sanchez (FRA)      | 2  | 18 | 13 | 18 | 18 | 3  | 72    |
| 15                | Lee Min-Hye (KOR)        | 14 | 14 | 11 | 15 | 9  | 11 | 74    |
| 16                | María Luisa Calle (COL)  | 18 | 8  | 14 | 7  | 11 | 18 | 76    |
| 17                | Hsiao Mei-yu (TPE)       | 11 | 17 | 17 | 16 | 15 | 9  | 85    |
| 18                | Angie González (VEN)     | 17 | 9  | 18 | 17 | 17 | 17 | 95    |

VR: Vuelta rápida. CP: Carrera por puntos. CE: Carrera de eliminación.

PI: Persecución individual 3000 m. CS: Carrera de scratch. KC: 500 m kilómetro contrarreloj.

## Resultados de los eventos

### Vuelta rápida
| Rank | Ciclista                 | Tiempo |
| ---- | ------------------------ | ------ |
| 1    | Laura Trott (GBR)        | 14.057 |
| 2    | Clara Sanchez (FRA)      | 14.058 |
| 3    | Annette Edmondson (AUS)  | 14.261 |
| 4    | Kirsten Wild (NED)       | 14.335 |
| 5    | Sarah Hammer (USA)       | 14.369 |
| 6    | Leire Olaberria (ESP)    | 14.463 |
| 7    | Tara Whitten (CAN)       | 14.516 |
| 8    | Marlies Mejias (CUB)     | 14.554 |
| 9    | Huang Li (CHN)           | 14.571 |
| 10   | Jolien D'Hoore (BEL)     | 14.594 |
| 11   | Hsiao Mei-yu (TPE)       | 14.662 |
| 12   | Tatsiana Sharakova (BLR) | 14.701 |
| 13   | Małgorzata Wojtyra (POL) | 14.754 |
| 14   | Lee Min-Hye (KOR)        | 14.793 |
| 15   | Evgenia Romanyuta (RUS)  | 14.909 |
| 16   | Jo Kiesanowski (NZL)     | 14.924 |
| 17   | Angie González (VEN)     | 15.115 |
| 18   | María Luisa Calle (COL)  | 15.559 |

### Carrera por puntos
| Rank | Ciclista                 | Vueltas | Puntos |
| ---- | ------------------------ | ------- | ------ |
| 1    | Małgorzata Wojtyra (POL) | 1       | 34     |
| 2    | Tatsiana Sharakova (BLR) | 1       | 28     |
| 3    | Tara Whitten (CAN)       | 1       | 28     |
| 4    | Jolien D'Hoore (BEL)     | 1       | 25     |
| 5    | Sarah Hammer (USA)       | 1       | 25     |
| 6    | Evgenia Romanyuta (RUS)  | 1       | 24     |
| 7    | Jo Kiesanowski (NZL)     | 1       | 22     |
| 8    | María Luisa Calle (COL)  | 1       | 22     |
| 9    | Angie González (VEN)     | 1       | 20     |
| 10   | Laura Trott (GBR)        | 0       | 14     |
| 11   | Annette Edmondson (AUS)  | 0       | 10     |
| 12   | Marlies Mejias (CUB)     | 0       | 4      |
| 13   | Leire Olaberria (ESP)    | 0       | 3      |
| 14   | Lee Min-Hye (KOR)        | 0       | 3      |
| 15   | Huang Li (CHN)           | 0       | 2      |
| 16   | Kirsten Wild (NED)       | 0       | 2      |
| 17   | Hsiao Mei-yu (TPE)       | 0       | 2      |
| 18   | Clara Sanchez (FRA)      | 0       | 0      |

### Carrera de eliminación
| Rank | Ciclista                 |
| ---- | ------------------------ |
| 1    | Laura Trott (GBR)        |
| 2    | Sarah Hammer (USA)       |
| 3    | Annette Edmondson (AUS)  |
| 4    | Evgenia Romanyuta (RUS)  |
| 5    | Kirsten Wild (NED)       |
| 6    | Jolien D'Hoore (BEL)     |
| 7    | Jo Kiesanowski (NZL)     |
| 8    | Tara Whitten (CAN)       |
| 9    | Marlies Mejias (CUB)     |
| 10   | Małgorzata Wojtyra (POL) |
| 11   | Lee Min-Hye (KOR)        |
| 12   | Leire Olaberria (ESP)    |
| 13   | Clara Sanchez (FRA)      |
| 14   | María Luisa Calle (COL)  |
| 15   | Tatsiana Sharakova (BLR) |
| 16   | Huang Li (CHN)           |
| 17   | Hsiao Mei-yu (TPE)       |
| 18   | Angie González (VEN)     |

### Persecución individual
| Rank | Ciclista                 | Tiempo   |
| ---- | ------------------------ | -------- |
| 1    | Sarah Hammer (USA)       | 3:29.554 |
| 2    | Laura Trott (GBR)        | 3:30.547 |
| 3    | Tara Whitten (CAN)       | 3:31.114 |
| 4    | Annette Edmondson (AUS)  | 3:35.958 |
| 5    | Tatsiana Sharakova (BLR) | 3:38.301 |
| 6    | Kirsten Wild (NED)       | 3:39.741 |
| 7    | María Luisa Calle (COL)  | 3:40.349 |
| 8    | Jolien D'Hoore (BEL)     | 3:41.495 |
| 9    | Marlies Mejias (CUB)     | 3:41.897 |
| 10   | Evgenia Romanyuta (RUS)  | 3:42.301 |
| 11   | Jo Kiesanowski (NZL)     | 3:44.971 |
| 12   | Małgorzata Wojtyra (POL) | 3:45.083 |
| 13   | Huang Li (CHN)           | 3:45.610 |
| 14   | Leire Olaberria (ESP)    | 3:46.317 |
| 15   | Lee Min-Hye (KOR)        | 3:46.871 |
| 16   | Hsiao Mei-yu (TPE)       | 3:49.051 |
| 17   | Angie González (VEN)     | 3:54.926 |
| 18   | Clara Sanchez (FRA)      | 3:56.800 |

### Carrera de scratch
| Rank | Ciclista                 | Vueltas atrás |
| ---- | ------------------------ | ------------- |
| 1    | Annette Edmondson (AUS)  | 0             |
| 2    | Sarah Hammer (USA)       | 0             |
| 3    | Laura Trott (GBR)        | 0             |
| 4    | Kirsten Wild (NED)       | 0             |
| 5    | Jolien D'Hoore (BEL)     | 0             |
| 6    | Tara Whitten (CAN)       | 0             |
| 7    | Jo Kiesanowski (NZL)     | 0             |
| 8    | Huang Li (CHN)           | 0             |
| 9    | Lee Min-Hye (KOR)        | 0             |
| 10   | Evgenia Romanyuta (RUS)  | 0             |
| 11   | María Luisa Calle (COL)  | 0             |
| 12   | Tatsiana Sharakova (BLR) | 0             |
| 13   | Małgorzata Wojtyra (POL) | 0             |
| 14   | Marlies Mejias (CUB)     | 0             |
| 15   | Hsiao Mei-yu (TPE)       | 0             |
| 16   | Leire Olaberria (ESP)    | 0             |
| 17   | Angie González (VEN)     | 0             |
| 18   | Clara Sanchez (FRA)      | 0             |

### Kilómetro contrarreloj
| Rank | Ciclista                 | Tiempo |
| ---- | ------------------------ | ------ |
| 1    | Laura Trott (GBR)        | 35.110 |
| 2    | Annette Edmondson (AUS)  | 35.140 |
| 3    | Clara Sanchez (FRA)      | 35.451 |
| 4    | Sarah Hammer (USA)       | 35.900 |
| 5    | Marlies Mejias (CUB)     | 35.912 |
| 6    | Huang Li (CHN)           | 36.315 |
| 7    | Jo Kiesanowski (NZL)     | 36.360 |
| 8    | Leire Olaberria (ESP)    | 36.393 |
| 9    | Hsiao Mei-yu (TPE)       | 36.482 |
| 10   | Tara Whitten (CAN)       | 36.509 |
| 11   | Lee Min-Hye (KOR)        | 36.547 |
| 12   | Jolien D'Hoore (BEL)     | 36.585 |
| 13   | Tatsiana Sharakova (BLR) | 36.748 |
| 14   | Małgorzata Wojtyra (POL) | 36.790 |
| 15   | Kirsten Wild (NED)       | 37.152 |
| 16   | Evgenia Romanyuta (RUS)  | 37.308 |
| 17   | Angie González (VEN)     | 37.578 |
| 18   | María Luisa Calle (COL)  | 37.937 |